# Породи курей
За кількатисячолітню історію одомашнення курей людьми виведено сотні порід курей, які відрізняються масою тіла, несучістю, забарвленням, формою гребеня, кількістю пальців, кольором шкаралупи яєць, пристосуваннями до різних кліматичних умов тощо. Ці та багато інших ознак використовуються птахівниками для вибору тієї породи, вирощування якої є найбільш ефективним у різних умовах та у зв'язку з поставленими цілями. Зокрема курей вирощують заради яєць, м'яса, пір'я, проведення півнячих боїв та естетичного задоволення. У наші часи для визначення порід курей використовуються стандарти порід, встановлені організаціями птахівників-любителів.
Крім того, існують міжпородні гібриди, зокрема бройлери, які завдяки явищу гетерозису володіють чудовими м'ясними чи яєчними ознаками, але, на відміну від порід, вони стійко не передають свої ознаки потомству.

## Загальні відомості
- Станом на 2003 рік у світі нараховувалося 24 млрд курей.
- Зараз у світі існує близько 600 порід курей, 180 з яких занесено до європейського стандарту птахівництва.
- Білий леггорн — найчисельніша порода курей у світі.

## Класифікація порід курей
У залежності від господарського значення кури поділяються на основні групи:

### Яєчні породи
Використовуються для отримання великої кількості яєць. Жива маса дорослих курей-несучок становить 1,5 — 2,5 кг* (може відрізнятися від цих значень, залежить від породи, віку, раціону та умов утримування). Несучість за належного догляду становить понад 200 яєць/рік (світовий рекорд — 371 яйце за 364 дні. У більшості порід яєчного напрямку або відсутній, або дуже погано розвинений інстинкт насиджування. Також для них є характерним раннє настання статевої зрілості — від 4,5 до 5,5 місяців. Хороша несучка має слабо виражену пігментацію ніг та дзьоба, великий яскравий гребінь, а також щільне пір'я. Цикли яйценосності тривалі, перерви між ними короткі. Смакові якості м'яса, як правило, не дуже хороші.
Птиця енергійна, добре маневрує на вигулах.

### М'ясо-яєчні породи
Це птиця подвійного призначення: вони не тільки хороші несучки, але й характеризуються хорошими смаковими властивостями м'яса. Жива маса більшості курок м'ясо-яєчного спрямування знаходиться у межах від 2,4 до 3,5* кг, несучість — понад 140—220 яєць/рік. Статева зрілість настає у віці півроку.
Крім того, багато порід м'ясо-яєчних курей можна успішно використовувати для природної інкубації яєць: у них досить добре розвинений інстинкт насиджування, варто зазначити, що вони легші, ніж м'ясні породи, тому рідше чавлять яйця.

### М'ясні породи
Основне призначення м'ясних порід — забезпечення населення смачним м'ясом.
Тому вони повинні, по-перше, мати досить сильно розвинену м'язову тканину, по-друге, швидко набирати масу тіла, витрачаючи на це якомога менше кормів.
Жива маса більшості м'ясних курок становить від 3 до 4,5 кг, півнів до 5, хоча буває і більшою; несучість здебільшого — до 120 яєць/рік. Статева зрілість настає у 6 — 8, іноді — у 9 місяців. Інстинкт насиджування проявляється добре, але слід пам'ятати, що через велику масу і незграбність, ці кури можуть роздавити кілька яєць із кладки, тому не варто під одну таку курку підкладати більше 15 штук.
За характером м'ясні кури спокійні, флегматичні, ручні.

### Декоративні породи
Декоративні кури вирощуються переважно заради естетичного задоволення, хоча й можуть використовуватися для отримання м'яса чи яєць (як і будь-які кури).
Для них характерний екзотичний, специфічний зовнішній вигляд, наприклад: курчавість, оперення незвичних кольорів, п'ятипалість, наявність на голові чуба і/або бороди, карликовість, опереність ніг, рідкісні форми гребенів, довгий або практично відсутній хвіст, шовкове оперення тощо.

### Бійцеві породи
Ця група порід переважно використовується для проведення півнячих боїв. Ці птахи бувають різних розмірів — від карликів менше 1 кг до велетнів масою до 7 кг. Для бійцевих курей характерні агресивність, жвавість, міцна конституція тіла.
У більшості порід маса півнів, усереднено, на 25 - 30% більша за масу курок такого ж віку .

## Список порід курей за алфавітом

### А
- Авіколор
- Австралорп
- Адлерська срібляста
- Азіль
- Альштейр
- Амрокс
- Англійська бійцева
- Андалузька
- Анкона
- Амераукана
- Аппенцеллер
- Араукана
- Аям Цемані

### Б
- Барневельдер
- Бедуїн
- Бентамка
- Брама
- Бреда
- Брекель
- Бреська
- Бройлер

### В
- Вельзуммер
- Вестфальський тотлегер
- Віандот
- Віллафарська червона

### Г
- Га Донг Тао
- Галани
- Гамбурзька
- Геркулес
- Гилянська
- Го
- Голландська білочуба
- Голошийна
- Гудан
- Гуцульська чубата

### Д
- Джерсійський гігант
- Домінант
- Домініканська (домінік)
- Доркінг

### Є
- Єреванська

### З
- Зеленоніжка
- Зундхаймер
- Загорська лососева

### І
- Індійська бійцівська
- Ісландський ландарс
- Іспанська руда
- Італійська куріпчаста (леггорн бурий)

### Й
- Йокогама

### К
- Каліфорнійська сіра
- Кампінська
- Кастелана чорна
- Китайська шовкова
- Корніш
- Кохінхін
- Кохінхіни карликові
- Кревкер
- Куланг
- Курчава
- Кучинська ювілейна

### Л
- Лакенфельдер
- Лангшан
- Леггорн
- Ломанн Браун (крос)
- Льюянг Вуцзи

### М
- Мадьяр
- Майстер Грей
- Малайська бійцівська
- Маран
- Мінорка чорна
- Московська чорна

### Н
- Нагойя
- Негрі-сальє
- Нью-гемпшир

### О
- Оравка
- Орловська ситцева
- Орпінгтон

### П
- Павлівська
- Падуан
- Первомайська
- Плімутрок
- Полтавська:
  - глиниста
  - зозуляста
  - чорна
- Прикарпатська зеленоніжка

### Р
- Род-айланд
- Російська біла

### С
- Сатсума
- Серама
- Сібрайт
- Синь синь дянь
- Сицилійський баттеркап
- Староанглійська бійцівська
- Султанка
- Сусекс
- Сяошань

### Т
- Томару
- Тринсильванська голошийка
- Турецька голосиста

### У
- Українська чубата
- Українська вушанка
- Ухейилюй

### Ф
- Фавероль
- Фаюмі
- Фенікс
- Фінський ландарс (Finnish Landrace)
- Флеш
- Фоксі Чік
- Форверк
- Фризька

### Ч
- Червона білохвоста
- Червоношапкова
- Чеська золотиста

### Ш
- Шабо
- Шамо
- Шококу (Shokoku)

### Ю
- Юрловська голосиста

### Я
- Яерхюнс